# Oldřich Svačina
Oldřich Svačina (1. srpna 1921 Staré Město - 28. dubna 1978 Gottwaldov) byl český a československý politik Komunistické strany Československa, ministr průmyslu České socialistické republiky, poslanec Sněmovny lidu Federálního shromáždění a České národní rady za normalizace.

## Biografie
Pocházel z dělnické rodiny, vyučil se zámečníkem, později pracoval jako konstruktér. Od roku 1946 byl členem KSČ. Během své profesní kariéry zastával řadu vedoucích postů. Byl ředitelem podniku Fatra Napajedla. V letech 1965-1971 působil jako generální ředitel Českých závodů gumárenských a plastikářských v Gottwaldově. Od roku 1971 do své smrti roku 1978 byl ministrem průmyslu České socialistické republiky ve vládě Josefa Kempného a Josefa Korčáka, druhé vládě Josefa Korčáka a třetí vládě Josefa Korčáka.
XI. sjezd KSČ ho zvolil za člena Ústředního výboru Komunistické strany Československa. Ve funkci ho potvrdil XII. sjezd KSČ. XV. sjezd KSČ ho zvolil kandidátem ÚV KSČ. V roce 1958 získal Vyznamenání Za zásluhy o výstavbu a roku 1970 Řád práce.
Ve volbách roku 1971 zasedl do Sněmovny lidu (volební obvod č. 96 - Gottwaldov I, Jihomoravský kraj). Ve FS setrval do konce funkčního období, tedy do voleb roku 1976. Ve volbách roku 1976 byl zvolen do České národní rady za Jihomoravský kraj. Zasedal zde do své smrti v roce 1978.